# Håkan Olsson Reising
Håkan Anders Olsson Reising, född 23 december 1961 i Göteborgs Karl Johans församling, Göteborg, är en svensk kördirigent och kompositör.
Håkan Olsson Reising föddes 23 december 1961 i Göteborgs Karl Johans församling, Göteborg. Han är utbildad i musikvetenskap vid Lunds universitet och har studerat dirigering för Dan-Olof Stenlund, Erik Westberg och Stefan Parkman. På 1980-talet var han vice-dirigent i Lunds Studentsångförening och Lunds Kammarkör. År 1989 grundade han Lunds vokalensemble som han var dirigent för fram till 1993. Mellan åren 2004 och 2012 var han dirigent för Lunds Kammarkör, och även för vokalgruppen Vox Lundensis. 2012 flyttade Håkan till Västerås, där han från 2015 leder kören Camerata InCantus. Till dagligdags arbetar han som auktoriserad revisor och delägare på revisionsfirman KPMG.